# The Art of Love
The Art of Love – album niemieckiej piosenkarki Sandry wydany w 2007 roku przez Virgin Records.

## Ogólne informacje
Jest to pierwsza studyjna płyta Sandry, która nie została wyprodukowana przez Michaela Cretu. Zamiast niego produkcję objął Jens Gad. Większość tekstów napisała sama wokalistka, która określiła je jako bardzo osobiste, wręcz dyskretne, w których rozlicza się z przeszłością i dawnymi problemami. Brzmieniowo płyta jest utrzymana w stylistyce popowej, jednak ma bardziej mroczny, pesymistyczny wydźwięk w porównaniu z jej poprzednimi nagraniami. Piosenka „Put Your Arms Around Me” pochodzi z repertuaru Sinéad O’Connor. Pierwszym singlem została piosenka „The Way I Am”, która odniosła średni sukces w Niemczech. Kolejny singel, „What Is It About Me”, nie wszedł jednak na żadne listy przebojów. Nagranie „All You Zombies” (cover przeboju The Hooters) promował album w rozgłośniach radiowych w Polsce, gdzie cieszył się popularnością. Płyta The Art of Love weszła do top 20 na niemieckiej liście sprzedaży.

## Lista utworów
1. „What D’Ya Think of Me” – 4:34
2. „The Way I Am” – 3:31
3. „The Art of Love” – 4:14
4. „What Is It About Me” – 3:54
5. „Dear God... If You Exist” – 4:27
6. „Silence Beside Me” – 3:38
7. „Once Upon a Time” – 4:52
8. „Put Your Arms Around Me” – 5:05
9. „What’s Left to Say” – 4:36
10. „Casino Royale” – 3:51
11. „Love Is the Price” (oraz DJ BoBo) – 3:23
12. „Shadow of Power” – 3:36
13. „All You Zombies” – 5:03

## Notowania
| Kraj i lista               | Pozycja |
| -------------------------- | ------- |
| Francja (SNEP)             | 159     |
| Niemcy (Media Control)     | 16      |
| Polska (OLiS)              | 26      |
| Szwajcaria (Alben Top 100) | 88      |

## Certyfikaty
| Kraj  | Certyfikat  |
| ----- | ----------- |
| Rosja | złota płyta |